# Göran Flodström
Göran Flodström, född 27 januari 1953 i Stockholm, är en svensk fäktare.
Han blev olympisk guldmedaljör i Montréal 1976.